# Прљава значка
Прљава значка (енгл. The Shield) је америчка серија. Серија је позната по свом контроверзном приказу корумпираних полицајаца. Творци серије су Шон Рајан и Фокс телевизија
Прљава значка има снимљених 6 сезона. Иако је 6. сезона требало да буде последња, Прљава значка треба да добије и 7. и последњу сезону.

## О серији
Прљава значка говори о експерименталној јединици полиције Лос Анђелеса, постављена у измишљеном округу Фармингтон ("Фарма"). Полицијска станица ("Амбар") им је оно што је некад била црква, а главни јунаци су неколико детектива „Ударна јединица“, који ће учинити све, само да доведу правду на улице града. Мајкл Чиклис је добио одличне критике тумачећи вођу Ударне јединице, Вика Мекија. Серија има бриљантну глумачку поставу, а сваки од ликова има своју причу и приватни живот.
Детектив Вик Меки је вођа Ударне јединице, четворочлана јединица која се бори против лосанђелеских банди. Ударна јединица користи небројано много незаконитих и неетичких метода, како би задржали мир на улицама, а са стране зарађују штитећи дилере дроге и пљачкаше. Ударна јединица неретко подмећује дрогу и на силу извлачи признање од чланова банде. Покушаји да се уведе и пети члан су често доводили до могућег распада јединице.
Прљава значка има велики број под-прича, као што борба Дејвида Асаведе за политичку власт и сукоб са давним сексуалним нападом; борба Вика Мекија да одржи пропали брак; и унутрашњи сукоб Џулијена Лоуа између својих религиозних уверења и своје хомосексуалности.
Честе теме у серији су и неповерење граађана полицији, утицај дроге и банди на друштво и конфликти између етике и политичке жеље. Већина главних ликова има јасно изражене и врлине и мане. На пример, Виков присан однос са својом децом је јасна супротност његовом односу према полицијском послу. Међутим, његова бруталност је углавном уперена према онима који то и заслужују – у 2. сезони, Ударна јединица се припрема да опљачка „Јерменски воз новца," средство прања новца јерменске мафије. Такође, Меки у једном тренутку хапси серијског силоватеља, а у другом допушта полицијском псу да га растргне на комаде.

## О сезонама

### 1. сезона
1. сезона је снимљена 2002. Године. Она нас уводи у причу о Ударној јединици и ликове у Амбару. Ту отпочиње читава радња, а нарочито у тренутку када Вик убија Терија Краулија, а капетан Асаведа одлучује да уништи Ударну јединицу; Дач и Клодет покушавају да пронађу серијског убицу; Џулијенова полицијска обука и борба са хомосексуалношћу; као у недела Била Гилроја.

### 2. сезона
2. сезона је снимљена 2003. године. Сезона се углавном врти око новог, бруталног господара дроге, Армадила - садистичког силоватеља малолетница, који воли да пали своје супарнике користећи гуме и бензин - који почиње да преузима трговину дрогом у Фармингтону. У међувремену, позорник Софер је уплетена у убиство Арапина и мора да се суочи са последицама тог догађаја. И ова сезона се у великој мери врти око крађе новца од банди, и то не било које банде, већ јерменске мафије. Тај догађај се дешава у завршници сезоне.

### 3. сезона
3. сезона је снимљена 2004. године. Сезона се у великој мери бави последицама крађе новца од јерменске мафије и утицајем тог догађаја на Ударну јединицу. На њу почињу да сумњају и јерменска мафија и Дејвид Асаведа. Како би спасао екипу, Лем (Кертис Лемански) спаљује већину новца, што доводи до сукоба и распада јединице.

### 4. сезона
4. сезона је снимљена 2005. године. У овој сезони Глен Клоуз преузима улогу капетана у Фармингтону. Сезона се бави расформирањем Ударне јединице. Шејн Вендрел, са новим партнером Армијем, улази у опасан сукоб са господаром дроге Антоаном Мичелом, и наизглед пристаје да убије Вика Мекија. Полиција је била ужаснута након киднаповања и убиства доје полицајаца. На крају, екипа се поново састаје и успева да ухапси Антоана. Сезона се бави и доласком новог капетана; Џулијеновом неприхватању нових правила; и помирење Дејвида Асаведе са оптужбом за сеиловање из прошлих сезона. Сезона се завршава када капетан Ролингс (Глен Клоуз) изгуби посао због сукоба са Одељењем за наркотике.

### 5. сезона
5. сезона је снимљена 2006. године. Прича се врти око поручника из Унутрашње контроле Џона Кеваноа (игра га Форест Витакер) и његовог истраживања о Ударној јединици. Као такав, он представља једну од највећиш опасности са којима се екипа сусрела. Сезона се завршава тако што Шејн Вендрел убија свог пријатеља и колегу Лема.

### 6. сезона
6. сезона је снимљена 2007. године. Вик и Ударна јединица су скрхкани након погибије њиховог пријатења, Лема. У Шејну преовлађује осећај кривице и постаје несмотрен и склон самоубиству. Кевано одбија да напусти случај и бива примораван да подмеће доказе и тера сведоке да лажу о Ударној јединици. Дач и Клодет почињу да сумњају у његову праведност. Вик сазнаје од Клодет да шеф планира да га пошаље у превремену пензију и заклиње се да ће крваво осветити Лема. Клодет сазнаје да би Амбар могао да се затвори уколико се не постигну никакви напреци.

### 7. сезона
7. сезона се тренутно снима и састојаће се из 13 једночасовних епизода. Према творцу ове серије, ово ће бити последња сезона..

## Ликови

### Ударна јединица
- Вик Меки (Мајкл Чиклис) је корумпирани, али врло ефиктиван полицајац; он краде дрогу од дилера, удара у мучи осумњичене и у више наврата је починио убиство. Мекијева тактика је: «Циљ оправдава средства». Упркос његовим неделима, од је одани отац, лојалан партнер детективима из своје екипе и радо ће заштитити оне који су у његовим очима жртве. Био је вођа Ударне јединице.
- Кевин Хајат (Алекс О’Лолин) је искусни бивши радник Државне безбедности, који је радио уз границу са Мексиком. Он је доведен као Викова замена када је Вик принуђен да прихвати превремену пензију. Такође, он би требало да бележи све што екипа ради. Иако је Хиат вођа Ударне јединице, Изгледа да је Вик и даље главни. У последњој епизоди 6. сезоне Хиата из јединице удаљава капетан Вимс, и тако се завршава његово гостовање у серији.
- Шејн Вендрел (Волтон Гогинс) је био Мекијев најбољи пријатељ и заменик вође Ударне јединице. Његов расистички, несмотрен став и одлуке које су увек под знаком питања су га често доводили у невоље, после којих би га Вик извлачио. Има жену Мару, као и сина Џексона. Шејн је тражио премештај из Ударне јединице након што се исповедао Вику да је убио члана Ударне јединице, Кертиса Леманског. Касније је изјавио да је одбио премештај јер је Вик отеран у пензију.
- Рони Гардоки (Дејвид Рис Снел) је стручњак за присмотру и електронику у екипи. Иако се о Ронију врло мало зна, више пута је доказао да је најобученији припадник Ударне јединице. Из страхопоштовања је остао веран Вику. Опекотине на његовом лицу су доказ тога.
- Џулијен Лоу (Мајкл Џејс) (он је само позорник, никада није полагао испит за детективе, али је придружен Ударној јединици) За време формирања нове Ударне јединице, Клодет је представила Џујилена Кевину Хиату као новог члана екипе. Клодет је Џулијену изнела ту понуду, међутим, Џулијен није много размишљао о њој јер није хтео да ради са Виком. Након што је био уверен да ће Меки бити одстрањен из екипе, Џулијен је прихватио унапређење, и сада је званични члан Ударне јединице.

### Администрација и полиција
- Дејвид Асаведа (Бенито Мартинез) је политички амбициозан бивши полицијски капетан, изабран у Градско веће града Лос Анђелеса. Он је један од главних суперника Вика Мекија, иако су често и нерадо склапали савезе из разних разлога. Орално је силован под претњом пиштоља, што је довело до тога да склопи савез са господарем дроге Антоаном Мичелом, који би убио његовог силоватеља у затвору.

- Клодет Вимс (Карол Кристин Хиларија Паундер) је детектив ветеран. Клодет је самоименовани глас морала у Амбару и често се сукобљава са Виком због његових тактика. Црнкиња је која има проблема са поштовањем ауторитета. Клодет је открила Дачу да је 15 година имала болест која слаби имунски систем. У 5. сезони бива именована капетаном након више неуспелих покушаја да то постане.
- Холанд «Дач» Вагенбах (Џеј Карнс) је октарактерисан по многима као особа која не уме да се уклопи у друштво, иако је успешан детектив. Он је први када је реч о решавању насилних злочина због велике умешности у профајлингу серијских убица. Заједно са партнером, детективом Клодет Вимс, Дач је по многима центар морала у серији због своје воље да учини праву ствар упркос искушењима да се упусти у незаконите полицијске активности.
- Данијел «Дени» Софер (Кетрин Дент) је позорник који жели да постане детектив. У несталној је вези са Виком, и у сложеном односу са Дачом. Постављена је на канцеларијски посао због трудноће, а након рођења бебе узима материнско. Идентитет бебиног оца није званично познат, али је више пута снажно наглашено да би то могао бити Вик. Након одсуства се враћа у Амбар где добија унапређење.

## Пријем код публике
Прљава значка је добила безбројне хвале критичара зог свог реализма, а нарочито због реалног приказа насиља банди у Лос Анђелесу. Иако нису коришћена имена правих банди, банде у серији су базиране на њима. Банде Латиноса имају имена као што су „Величанствени“, „Биз-Латиноси“ и „Тороси“, и они су сталан трн у оку Ударне јединице у првим сезонама серије, док су црначке банде у каснијим сезонама постале изражајније. Такође, велики број сцена је сниман у корејским четвртима, као и завере у којима улоге имају јерменски гангстери. Како би реалзам био још јачи, у серији се јако мало користи музика у позадини додата у монтажи.

## Занимљивости
- Кети Кејлин Рајан (Корин Меки) је у стварности удата за творца серије Шона Рајана, и дугогодишња је пријатељица за женом Мајкла Чиклиса, Мишел.
- Оутм Чиклис (Кесиди Меки) је кћерка Мајкла Чиклиса, а глуми му и ћерку у серији. Међутим, Чиклис каже да јој не допушта да гледа серију.
- Значке које носе полицајци су другачије од правих значки полиције Лос Анђелеса. Стоје на погрешној страни грудног коша, а и изглед је другачији. То је учињено да би се направила разлика између полицајаца из серије и оних правих, који су се жалили да су приказани као превише корумпирани.
- Валтон Гогинс и Кенет Џонсон су и у стварности најбољи пријатељи.
- Песма са шпице се зове "Just Another Day" и изводе је Вивијан Ен Ромеро, Ернесто Џеј Баутиста и Родни Алехандро.
- Лик детективке Клодет Вимс је био написан за мушкарца, али су тврци увидели да би бољи утицај имала као женско.
- За Јермене се у серији често каже да су „балкански гадови“ или „источноевропски“, иако Јерменија није на Балкану, нити је уопште у Европи.